# حركة ذاتية
الحركة الذاتية ما يكون عروضها لذات الجسم نفسه. فالحركة إما ذاتية أو عرضية. فما يوصف بالحركة إما أن تكون الحركة حاصلة فيه بالحقيقة بأن تكون الحركة عارضة له بلا توسط عروضها لشيء آخر أو لا تكون، بأن تكون الحركة حاصلة في شيء آخر يقارنه فيوصف بالحركة تبعا لذلك، والثاني يقال له إنه متحرك بالعرض وبالتبع وتسمى حركته حركة عرضية وتبعية كراكب السفينة، والأول يقال له إنه متحرك بالذات وتسمى حركته حركة ذاتية.

والحركة الذاتية ثلاثة أقسام لأنه إما أن يكون مبدأ الحركة في غيره وهي الحركة القسرية أو يكون مبدأ الحركة فيه إما مع الشعور أي شعور مبدأ الحركة بتلك الحركة، وهي الحركة الإرادية أو لا مع الشعور وهي الحركة الطبعية.